# Caenoscelis tenerifensis
Caenoscelis tenerifensis is een keversoort uit de familie harige schimmelkevers (Cryptophagidae). De wetenschappelijke naam van de soort werd in 2003 gepubliceerd door Johnson & Bowestead.